# コーポラティブハウス

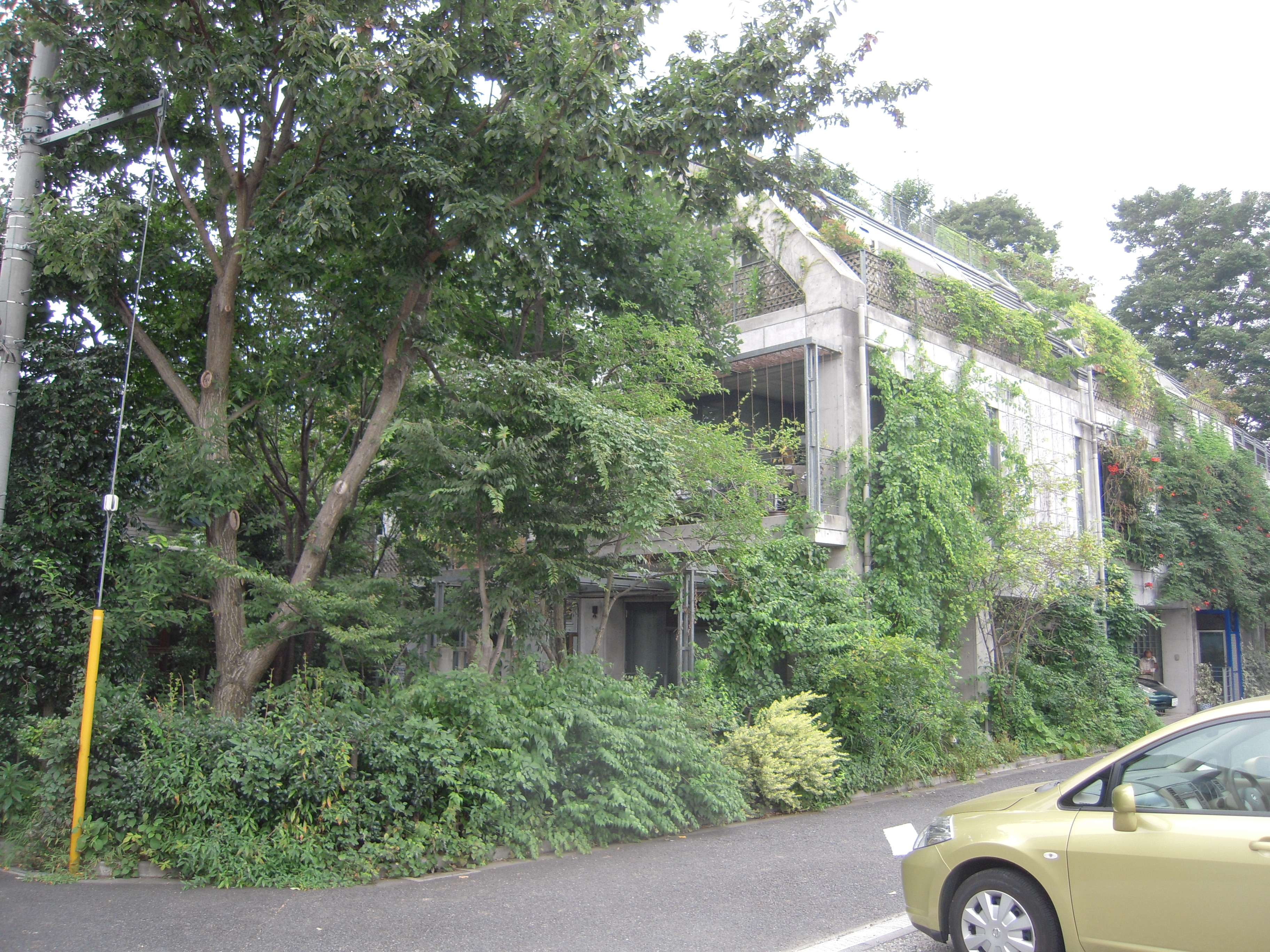
コーポラティブ住宅「経堂の杜」（世田谷区）

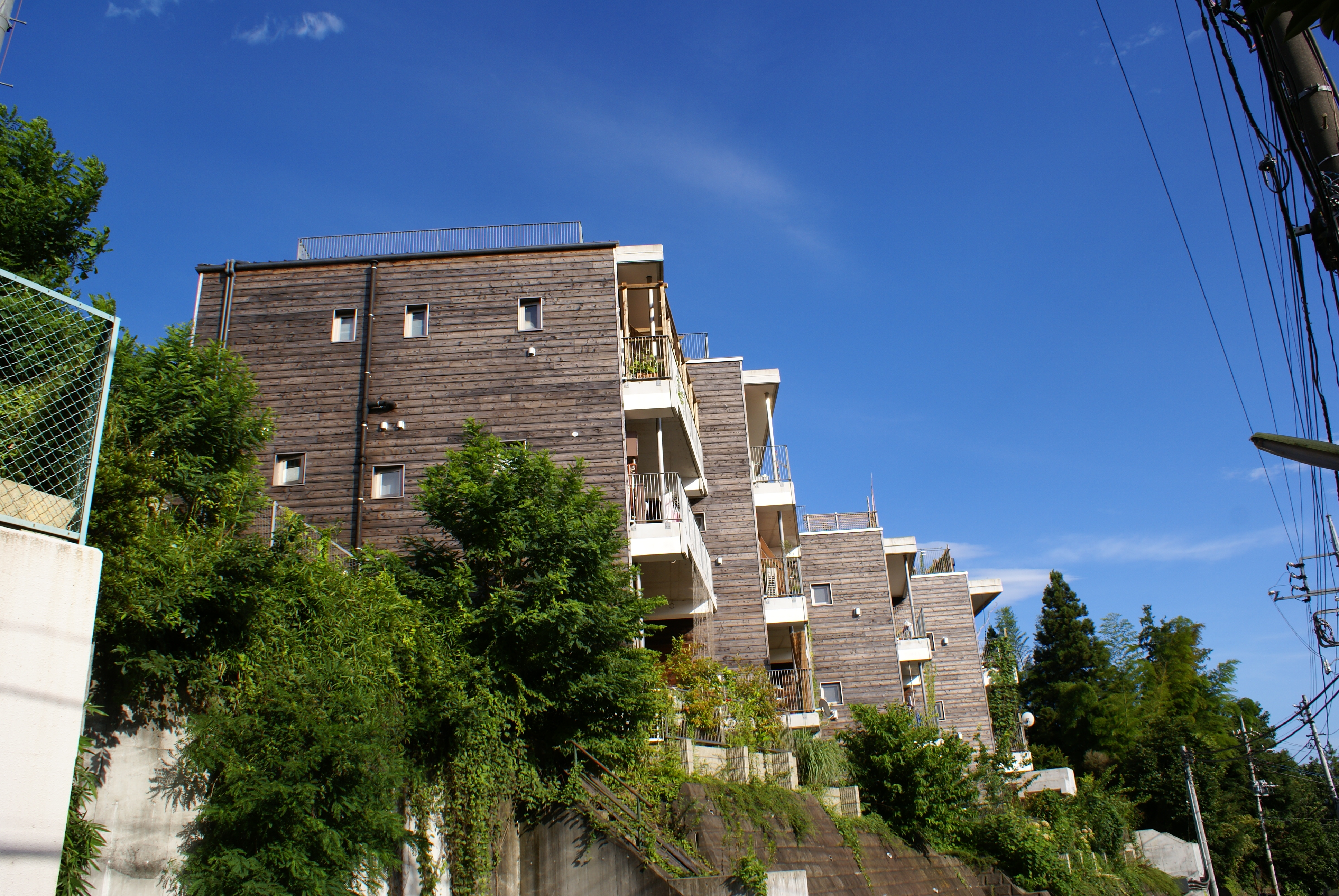
コーポラティブ住宅「エコヴィレッジ鶴川」（町田市）

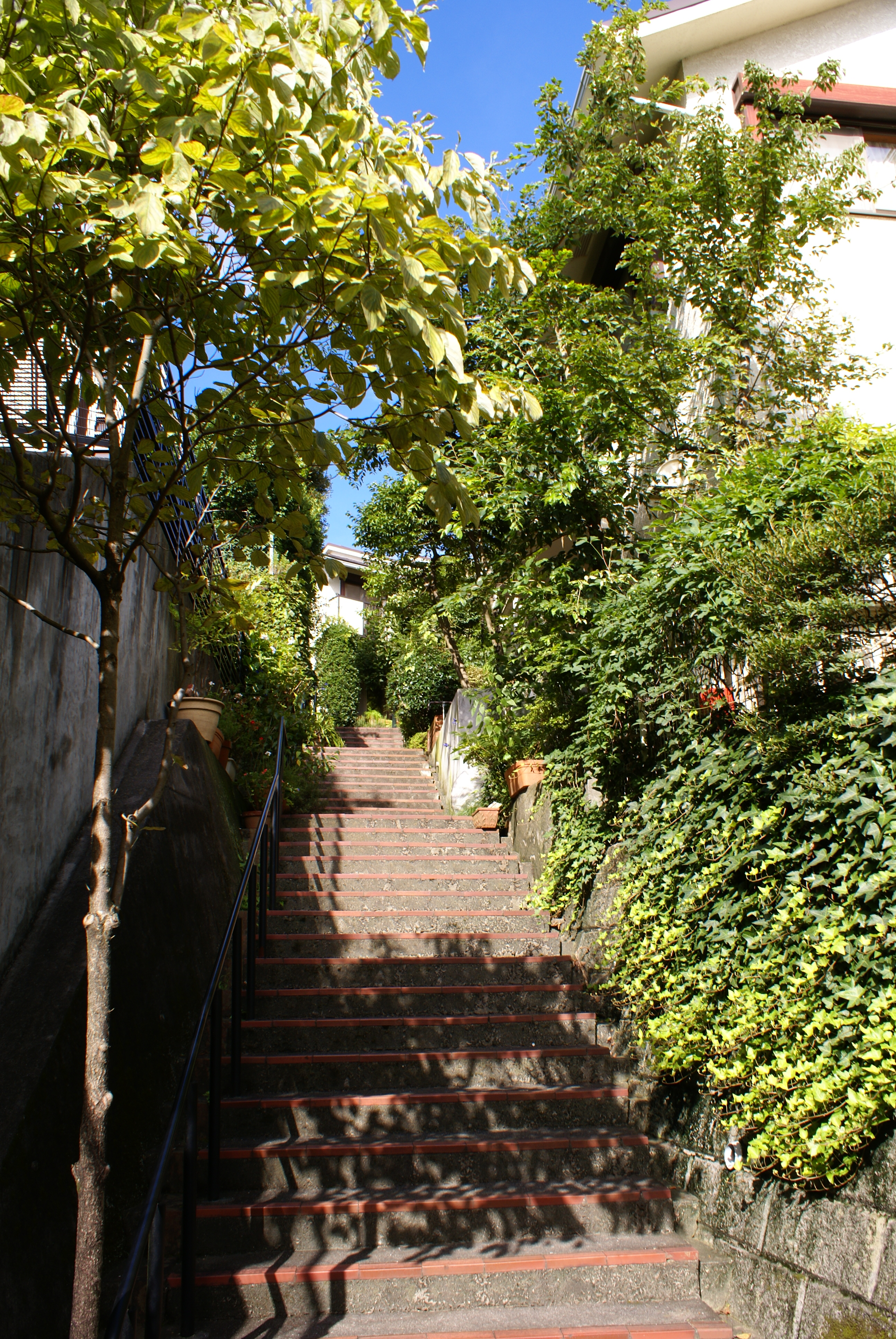
コーポラティブ住宅「埴の丘」（町田市）

コーポラティブハウスとは、入居希望者が集まり組合を結成し、その組合が事業主となって、土地取得から設計者や建設業者の手配まで、建設行為の全てを行う集合住宅のことである。コーポラティブ住宅、コープ住宅とも呼ばれる。
なお「コーポラティブハウス」は和製英語で、英語ではBuilding co-operativesと呼ばれる。

## 歴史
もともとは18世紀の社会主義者ロバート・オウエンが自ら経営するスコットランド、ニュー・ラナークの繊維工場の傍らに始めた協同組合に端を発する。産業革命のさなか、労働者が資本家に対抗して、生活物資の共同購入から住宅建設、幼稚園運営などを行った事例である。「コーポラティブで街をつくる」という発想で、アメリカでニュー・ハーモニー・コミュニティを建設しようとしたが、これは失敗に終わった。
こうしたコーポラティブハウジングの試みが、紆余曲折を経てドイツや北欧、そして北米に広がっていった。こうして今では、ノルウェーの全国の住宅の15%、オスロ市では40%、450万人がコーポラティブに居住する。スウェーデンでは50万人。ドイツは650万戸に1500万人と、その割合は全住宅の17%、アパートの30%を占めている。カナダでは、9万戸、15万人とがコーポラティブに居住している。アメリカでも既存の賃貸アパートからのコンバートを主にコーポラティブハウジングが普及し、ニューヨークでは全住宅の20%を占める。その中には、ジョン・レノンが生前に居住した30世帯からなるダコタ・ハウスも含まれている。
日本でも、1921年に住宅組合法が制定され、以来、約3万5,000戸の住宅がつくられた。しかし実際には一戸建てが多く、1950年に住宅金融公庫が設立されて、個人に直接持ち家向け融資を展開したために、住宅組合法はその意義を失って1972年に廃止されている。一方、1948年に消費生活協同組合法が制定され、1954年に労働金庫、1958年に財団法人日本労働者住宅協会（1967年に日本勤労者住宅協会に改組）が発足し、それらの協力で1975年までに約6万5,000戸の住宅が供給された。現在は、主に民間のプロデュース会社によって、大都市圏を中心にコーポラティブがつくられている。
近年では、コーポラティブハウスは都市再生の手段とて活用されている。ドイツ・ハンブルグ市では専門部署を設置し、広報や補助金等の支援の下に、中心市街地の遊休市有地等に1990-2012年の間に79件1,735戸のコーポラティブハウスを成立させている。フライブルグ市は、ヴォーバン住宅地の区画はコーポラティブハウスに優先して販売して、結果的に7割を占めている。ディベロッパーには買い手のつかない難しい土地のみとした。目的は、ディベロッパーの利益分を省き、多様な社会層と低層の建物をモザイク状に取り込むことであった。

### 利点
- 組合が直接に建築家を選んで依頼できるため、先々を見通して構造躯体や設備配管も設計され、ライフステージやライフスタイルが代わっても暮らしを支えられるような質の高い空間を生むことができる。場所ごとの特徴に応じて一つ一つ建築家が設計を手がけることによって、その街並みに応じた優れた建築にもなりうる。
- 分譲マンションや建売住宅では、不動産会社には売れ残りリスクがあり、これをカバーするために販売経費やマージンが必要になるために、販売価格に対して原価率は6 - 70%とされる。コーポラティブでは、組合が発足してから事業が着手されるので売れ残りリスクがなく、余分な経費やマージンを省くことができる。
- 土地取得から設計、施工と組合事業を進める過程で、居住者相互の理解とコミュニケーションが促され、入居後のほどよい近隣関係が築かれやすい。分譲マンションと違って、数戸から数十戸の規模なので管理組合でも合意形成がしやすいため、将来の大規模修繕等にも対応しやすい。お互いが顔見知りという関係は、下見に来た泥棒を注視・注意できるため、防犯上でも最も有効とされる[4]。
- 入居予定者たちがそのまま依頼者であるため、長期的に資産価値を保ち、補修・修繕に余計な費用がかからない仕様が選択される。このため転売されたときも売却価格は取得時の費用とほとんど変わらない。[5]。

### 欠点
- 組合への参加を決定してから、竣工・引渡しまでに2年程度の期間を要する。
- 分譲マンションや建売住宅といった既製品を購入するのに比べると、事業運営において組合の会合に参加し、専有部分の内装設計の打ち合わせを重ねるといった手間隙がかかる[6]。
- 物件を転売する際に、仲介業者によっては割安の査定価格がつけられることがある。

## 主なプロデュース会社
建築についての考え方に応じて、主要各社それぞれの方式をとっている。マンション型、タウンハウス型などの建築類型と規模性、プロデュース専業ないし設計兼務の業務範囲、個別仕様による基本計画見直しの度合、などに各社の特色が現れている。

### 都市住宅を自分達の手で創る会（都住創）
- 1975 - 2002年の間に、主に大阪市中央区の谷町界隈にて累計22棟、約250戸のコーポラティブハウスを手がけた。
- プロデュースと設計監理は、設計事務所ヘキサの建築家・安原秀と中筋修が担った。
- 当初から一貫して「都市に住む」「住居の質を高める」「共同建設をする」という考え方で共同住宅の新しいビルディングタイプを試行錯誤しながら開発し続けてきた。それらの考え方は「都心部の一番いいところに住もう。･･･子供が働いている大人の姿を見ながら育つのがいいんじゃないか」「いわゆる2DKとか3LDKとかいう言い方のお粗末な集合住宅ではなく、むしろ建築家が設計する一戸建ての住宅を縦にいっぱい積んだようなものができへんやろか」「共同で発注しましょう。10軒か20軒集まって発注すれば、何ぼかでもコストは下がるのではないか」という発言にも現れている[7]。
- 設計手法としては、ルーズなジグソーパズルと語っている。「設計側が提案するいくつかのパターンに様々なニーズの形をした探知をはめこむ試行錯誤からスタートする。それを全員参加でビールを片手にゲームのように始めるのである。単位としてのニーズはその途上自ら少し変身し、全体のパターンも変形していく」[8]
- 入居後のコミュニティについては「建物ができていっしょに住むようになれば、･･･住民主導になって、リーダー的な人も登場してくる。そうやってひとつの町のような組織がコーポラティブハウスの中にできてくるんです。それがコーポラティブハウスのおもしろさだと思います」[9]
- 1987年、一連のコーポラティブによって、小島孜と中筋修、安原秀の連名で第39回日本建築学会賞を受賞した。

### 都市デザインシステム（現：UDS株式会社）

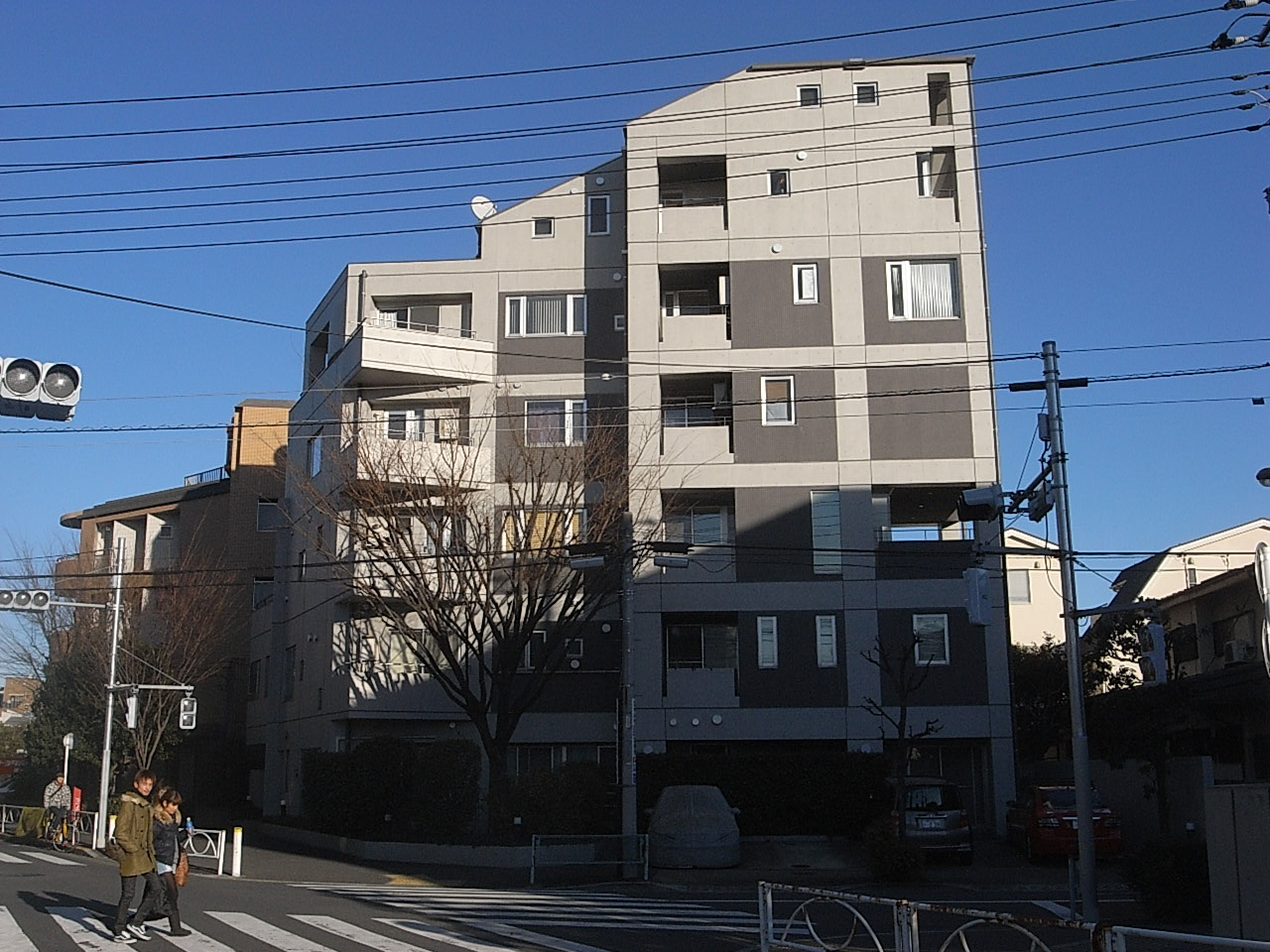
コーポラティブハウス「CO-OPERA」設計:邑計画工房 コーディネート:都市デザインシステム

- 1992年、建築コンサルティングを目的として設立された有限会社都市デザインシステム（1994年に株式会社に改組）が母体となる。
- 1993 - 2007年の間に、主に東京圏に展開して累計65棟、956戸の実績をもつ。[10]
- コーディネーターは都市デザインシステム、設計監理については、初期は邑計画工房とK.U.T.都市建築研究室、中期以降は主に自社（都市デザインシステム）が務めている。
- 「自由設計」「コミュニティ」「原価近い価格」を3大メリットとして掲げる。[11]
- 代表取締役の梶原文生（当時）は、創業のきっかけを「自分自身がかつて分譲マンションを買ったとき、まったく変更のきかない販売会社の対応に閉口したことがコーポラティブハウスをビジネスにした」と内装の自由設計に置いている。「会員の方に、なぜコーポラティブを選んだのか尋ねると、『コミュニティーがあること』と答える方が最近増えています。コミュニティーがあるマンションなら安心して住むことができる」と重視している。さらに「一般の分譲マンションに比べて価格が10-15％ほど抑えられる」[12]。
- 事業手法としては、分譲マンションに近い感覚で参加できることが特徴である。企画主導型と呼ばれるように、同社は、目処づけのある土地に立案した最適計画を入居希望者に提案することで、取得目安価格を参考に希望住戸を選ぶ、というやり方をとる。さらに合意形成やリスク回避など、進行の障害になりかねない要素に対しては、提案のノウハウやつなぎ融資など同社独自のしくみを提供しており、入居希望者の負担とリスクを軽減している[10]。
- 設計手法も、「自由設計」の分譲マンションに準じている。全体設計として、B1-1Fメゾネット、2F以上はフラットと分譲マンション並みの住戸プランを用意する。住戸設計については同社設計部担当者からは「各戸、みなさんのニーズやスタイルに合わせて設計していきます。（中略）室内の間取りもインテリアも基本的に自由ですから、住民のみなさんはまったくテイストの違うお部屋に、それぞれ暮らしておられますよ」と語る[12]。
- 2001年度グッドデザイン賞受賞。
- 2008年8月、沖縄のリゾートホテル開発で資金繰りに行き詰まり、東京地方裁判所に民事再生法の適用を申請した[13]。2009年4月、コクヨオフィスシステムの子会社となった[14]。2014年2月から2016年6月にかけて、小田急電鉄株式会社がコクヨの保有株式を取得。

### アーキネット

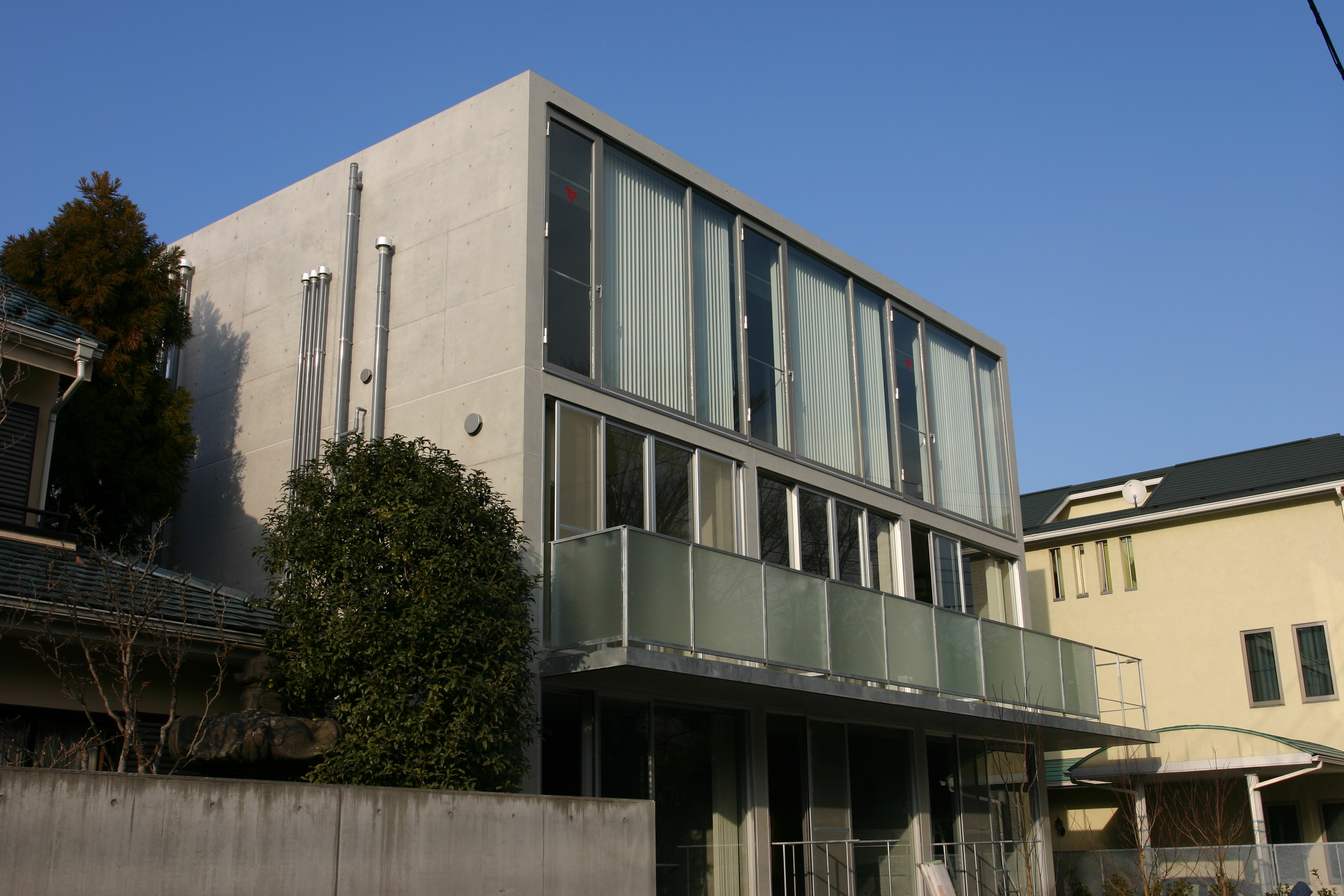
コーポラティブハウス「unite」（設計:北山恒+architectureWORKSHOP プロデュース:アーキネット）

- 社名 archinet は、architecture（建築）とinternet（インターネット）とを合成した造語。「建築家と一緒にいい空間と街並みを作りたいという思い」から、1995年に設立された。[15]
- 2001年に最初の竣工案件、以来2016年末までに、主に東京圏に展開して累計106棟830戸の実績をもつ。
- 設計監理はすべて独立の建築設計事務所が手がけ、アーキネットはプロデュースに専念する。担当する建築設計事務所は、北山恒+architectureWORKSHOP、TAOアーキテクツ、d/dt、千葉学建築計画事務所、IKDS、山嵜雅雄建築研究室、ネオタイド建築計画、山本圭介+堀啓二/山本・堀アーキテクツ、高階澄人建築事務所、スタジオ・アルテック、小嶋一浩・赤松佳珠子/シーラカンス・アンド・アソシエイツ、早川邦彦建築研究室、コンテンポラリーズ、竹山実建築綜合事務所、西森事務所、佐藤光彦建築設計事務所、駒田建築設計事務所、セルスペース、川辺直哉建築設計事務所、手塚貴晴+手塚由比/手塚建築研究所、田井幹夫建築設計事務所、塚田眞樹子建築設計、buildinglandscape、若松均建築設計事務所ほか。
- 「建築家とともに」「優れた経済性」「ほど良い建築規模」を、同社の重視する3つのコンセプトとしている。
- 代表取締役の織山和久は、「建築家の提案する空間をホームページでそのまま伝え、実現しようとした」[16]「空間的に豊かで居心地の良さを感じられる点が最大の魅力」と語っている。物件を手がけた建築家の後藤泰夫は「たとえば私がやった桜新町の物件では、スケルトン自体に階段から光が入ってくる、風が抜けていくというコンセプチュアルな構成があるわけですが、各戸の個性的な住まい方がからむ」と説明している。経済性に関しては「プロジェクトを立ち上げるに先立って入居者が決まって入れば、売れ残りの在庫リスクやそれを解消するための営業費や広告費がかかりません。さらに・・・かかった費用はまったくのガラス張りで、ほとんど原価のまま住宅を取得できる」と話す。同社の建物規模は4-10戸以下と小規模だが「これは人の身体感覚や町並みのスケールに合わせたほどほどの大きさをめざしたからで、地面からあまりはなれず街の気配を感じながら、おとなの近所づきあいができる」との考え方を示している[17]。
- 事業手法としては、同社ホームページでは「外枠（各住戸の配置等を含む全体設計）と中身（内装等）を分けて考える方式で、余分な時間や労力を極力省くようにしています。外枠は、建築家が基本構想をベースにして一括提案することにより、お互いの住まい手の意見調整も最小限に留められ、全体での打合せは出来上がりまでに5 - 10回程度です」としている。同社のプロデュース業務は、土地探しから建築家への依頼、予算も含めた基本計画案の作成、近隣住民との交渉まで行い、その事業内容は多岐にわたる[18]。
- 設計手法については、建築家の北山恒は「これには2段階の流れがあります。最初は、僕たちプロでないと分からない空間の切り取り方があって、法的な問題や光や風の取り入れ方など、いかに合理的にスケルトンを設計できるかという段階。そして次は、購入された方に参加していただく段階です。みなさんすごくアイディアを持っていらっしゃるので、それをなるべく生かすために、私からは意図的に、アイディアを押し付けないようにしています」と説明している[19]。
- 入居後のコニュニティについては、「私たちの家族は、子供がおりますので、ご迷惑になることも多いと思うのですが、お互い顔を知っているだけに、優しく見守ってくださっている。本当にありがたいです」「なんとなく知っている方たちが住んでいるという安心感がありますね」とコメントがある[20]。
- 「SLIDE西荻」が2010年度arcasia建築賞推薦作品、日本建築家協会優秀建築選100選に選出。「小日向の集合住宅」にて2011年度、「コマツナギテラス」にて2012年度グッドデザイン賞受賞。「NOIE」がイタリアのBarbara Cappochin International Prize Honourable Mention 2015を受賞。「コーポラティブガーデン」が2016年度日本建築家協会優秀建築選100選に選出。「balco」が日本建築学会作品選集2017に掲載。「代々木ハウス」が、平成29年 日本建築士会連合会賞奨励賞を受賞。「荻窪ロウハウス」「緑ヶ丘のコーポラティブハウス」が日本建築学会作品選集2018に掲載。「緑ヶ丘のコーポラティブハウス」が2018年度日本建築学会作品選奨を受賞。
- 同社のコーポラティブ方式自体について、2014年に『アーキネット方式』としてグッドデザイン賞を受賞。2017年には、『都市型居住の新たな類型としての低層コーポラティブハウス群』として、都市住宅学会業績賞を受賞。

### 株式会社コプラス[要検証–ノート]

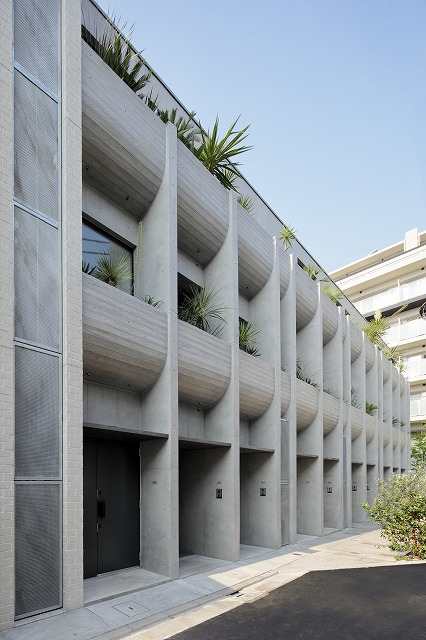
2017年度グッドデザイン賞「BOTA三宿」

- 2008年10月、都市デザインシステム（現UDS株式会社）の青木直之（当時コーポラティブハウス部門担当専務）が、コーポラティブハウス事業を引き継ぐ形で設立。[21]
- 2008～2017年までの間に、主に東京城西・城南エリアにコーポラティブハウスを展開し、累計16棟、241戸（進行中含む）の実績を持つ。都市デザインシステム時代からの累計実績81棟、1,197戸。[21][22]
- コーポラティブハウス事業を推進するコーディネイターと設計者が在籍しており、土地の選定や事業計画の立案、参加者募集、設計・施工に関わる各種契約、融資の手続き、管理会社選定など、幅広い専門知識を要するプロセスを手厚くサポートするため、入居者は自由設計に専念できる。[23]
- グッドデザイン賞受賞歴：2017年度「BOTA三宿」（コーポラティブハウス）、2016年度「モリニアル都賀」（戸建）、2013年度「コノイエ目白台」（テラスハウス）、2009年度「クルム浜田山」（コモン付賃貸住宅）、2008年度「サトヤマ・ヴィレッジ」（戸建）。
- 2018年1月期フジテレビドラマ『隣の家族は青く見える』にて、コーポラティブハウスに関する資料・写真・図面・模型などの提供で撮影協力実施。[24]